# Rhynie (Australië)
Rhynie is een plaats in de Australische deelstaat Zuid-Australië. Het dorpje wordt doorsneden door de Main North road (B82).